# Société nationale de l'amiante
La Société nationale de l'amiante (SNA) était une société d'État créée en 1978 par le gouvernement du Québec afin de développer et de rationaliser l'industrie de l'amiante dans la province. Elle a joué un rôle important dans la production, la transformation et la mise en marché de cette fibre minérale jusqu'à sa privatisation en 1992 et son abolition officielle en 2016.

## Historique

### Fondation et objectifs (1978-1985)
La SNA est créée le 25 mai 1978 sous le gouvernement du Parti québécois dirigé par René Lévesque. Son siège social est établi à Thetford Mines, une ville historiquement liée à l'extraction de l'amiante. La société a pour mission de produire et de vendre de l'amiante, de promouvoir la recherche et de développer des applications innovantes pour ce matériau.
Le gouvernement du Québec, constatant l'absence d'acteurs québécois dans l'industrie de l'amiante, procède à l'expropriation de la Société Asbestos Limitée en 1979 afin d'en prendre le contrôle. Le 19 mai 1980, la SNA acquiert Mines d'amiante Bell ltée, ainsi que ses deux filiales : Atlas Turner inc., basée à Montréal, et Turner Building Products Ltd, située en Colombie-Britannique. La société investit également dans la recherche et développe des filiales axées sur de nouveaux usages de l'amiante.
La nationalisation visait à contrer l'influence des multinationales étrangères, qui investissaient dans la recherche sur les substituts à l'amiante plutôt que sur l'amiante elle-même. En prenant le contrôle de l'industrie, le gouvernement québécois a pu réorienter les investissements vers la transformation locale de l'amiante et la mise en place d'infrastructures de recherche au Québec, comme le centre de recherche sur l'amiante à Sherbrooke. Cette stratégie visait également à conserver les profits générés par l'exploitation de cette ressource au sein de l'économie provinciale.
La transformation locale de l'amiante devient une priorité avec la création de plusieurs industries, comme LUPEL-Amiante à Trois-Rivières et MAGNAQ-1 à Thetford Mines, qui ont permis d'intégrer davantage la chaîne de production sur le territoire québécois. Le développement de nouvelles technologies pour minimiser l'exposition aux fibres d'amiante est également entrepris. Un centre de médecine industrielle spécialisé dans l'amiantose est mis en place pour suivre la santé des travailleurs.
Toutefois, à partir du milieu des années 1980, l'industrie de l'amiante subit un ralentissement mondial causé par les préoccupations croissantes liées à la santé publique et à la réglementation.

### Privatisation et controverse (1986-1992)
Avec l'arrivée au pouvoir du Parti libéral en 1985, un processus de privatisation est amorcé. En 1986, la SNA commence à vendre ses filiales manufacturières, ne conservant que ses actifs miniers. Le gouvernement considère que la privatisation de l'industrie permettrait de rendre l'exploitation plus rentable.
Le 5 septembre 1992, la SNA vend ses actifs restants, notamment les Mines d'amiante Bell, la Société Asbestos Limitée et Atlas Turner, à la société d'exploration minère Mazarin pour 34,3 millions de dollars. Cette transaction est controversée car les actifs de la SNA généraient environ 9 millions de dollars de profits annuels et étaient estimés à 69,6 millions de dollars. Le gouvernement libéral de Robert Bourassa est accusé d'avoir bradé ces actifs à un prix inférieur à leur valeur marchande, ce qui a suscité des critiques.
Mazarin, qui avait des liens politiques avec certains membres du gouvernement, bénéficie largement de cette acquisition. La société finance l'achat en utilisant les profits générés par les mines et reçoit plusieurs avantages financiers, incluant l'accès à des surplus de fonds de retraite et des exemptions fiscales.

### Abolition (2005-2016)
Après la privatisation de ses actifs miniers, la SNA est réduite à une structure administrative en attente de dissolution. En 2005, le gouvernement adopte le projet de loi 120, autorisant la dissolution de plusieurs organismes, dont la SNA,.
Cependant, en 2015, il est révélé que la société existe encore légalement et qu'elle continue de présenter des rapports d'activité à l'Assemblée nationale,. Son abolition formelle n'intervient qu'en 2016 avec l'adoption du décret 456-2016 qui abroge sa loi constitutive.
L'amiante est aujourd'hui bannie dans plusieurs pays, et l'industrie québécoise a cessé ses activités en 2012 avec la fermeture des dernières mines.

### Documents officiels
- Assemblée Nationale du Québec, journal des Débats : Commission permanente de l'énergie et des ressources, Gouvernement du Québec (no 123), 1982 (lire en ligne [PDF])